# Snooker Shoot-Out 2016
Das Betway Snooker Shoot-Out 2016 war ein Snooker-Einladungsturnier der Main Tour der Saison 2015/16, das vom 12. bis 14. Februar 2016 im Hexagon Theatre in Reading ausgetragen wurde. Nach fünf Jahren in Blackpool im Nordwesten von England zog das Turnier erstmals in die westlich von London gelegene Stadt um.
Titelverteidiger war der Waliser Michael White. Er schied in der zweiten Runde aus. Das Finale bestritten mit dem Belgier Luca Brecel und dem Finnen Robin Hull erstmals zwei Spieler vom europäischen Kontinent. Hull gewann mit 50:36 seinen ersten Titel auf der Snooker Main Tour.

## Preisgeld
Das Preisgeld blieb zum Vorjahr unverändert. Der Gewinn floss nicht in die Berechnung der Snookerweltrangliste ein.
|                 | Preisgeld |
| --------------- | --------- |
| Sieger          | 32.000 £  |
| Finalist        | 16.000 £  |
| Halbfinalist    | 8000 £    |
| Viertelfinalist | 4000 £    |
| Achtelfinalist  | 2000 £    |
| Letzten 32      | 1000 £    |
| Letzten 64      | 500 £     |
| Höchstes Break  | 2000 £    |
| Insgesamt       | 130.000 £ |

## Spielplan
Die Partien der ersten Runde wurde Anfang Januar 2016 ausgelost. Anders als bei den meisten Snookerturnieren wird beim Snooker Shoot-Out jede Runde neu ausgelost.
In der Partie zwischen Rod Lawler und Dechawat Poomjaeng stand es über 8 Minuten lang 1:0 für den Thailänder, bevor Lawler doch noch einige Bälle lochen konnte. Es blieb mit 24 Punkten in der Summe das punktärmste Match nicht nur in diesem Turnier, sondern überhaupt bei einem der Shoot-Out-Turniere seit 2011.
Der Engländer David Gilbert erzielte in seinem Auftaktmatch das einzige Century-Break des Turniers.

### 1. Runde
Die Spiele der 1. Runde fanden am 12. und 13. Februar in 2 Sessions statt.
| Spieler 1      | Ergebnis | Spieler 2        |
| -------------- | -------- | ---------------- |
| Michael White  | 73:0     | Mark King        |
| Mark Davis     | 31:55    | Gary Wilson      |
| Zhou Yuelong   | 70:19    | Michael Georgiou |
| Ken Doherty    | 29:38    | Tom Ford         |
| Ali Carter     | 57:0     | Liam Highfield   |
| Graeme Dott    | 30:70    | Ben Woollaston   |
| Cao Yupeng     | 17:79    | Joe Perry        |
| Mark Joyce     | 0:127    | David Gilbert    |
| David Grace    | 0:96     | Jimmy Robertson  |
| Mark Allen     | 65:20    | Yu Delu          |
| David Morris   | 84:0     | Alan McManus     |
| Stuart Bingham | 54:38    | Ricky Walden     |
| Mike Dunn      | 37:48    | Luca Brecel      |
| Michael Holt   | 34:55    | Ryan Day         |
| Sam Baird      | 7:50     | Jack Lisowski    |
| Dominic Dale   | 24:112   | Shaun Murphy     |

| Spieler 1         | Ergebnis | Spieler 2          |
| ----------------- | -------- | ------------------ |
| John Higgins      | 10:62    | Andrew Higginson   |
| Peter Lines       | 56:33    | Kurt Maflin        |
| Robert Milkins    | 53:38    | Marco Fu           |
| Mark Williams     | 70:43    | Rory McLeod        |
| Tian Pengfei      | 16:56    | Joe Swail          |
| Jamie Jones       | 1:97     | Martin Gould       |
| Liang Wenbo       | 52:60    | Anthony McGill     |
| Robin Hull        | 41:35    | Craig Steadman     |
| Rod Lawler        | 23:1     | Dechawat Poomjaeng |
| Kyren Wilson      | 55:14    | Li Hang            |
| Anthony Hamilton  | 50:56    | Thepchaiya Un-Nooh |
| Stuart Carrington | 62:7     | Matthew Stevens    |
| Barry Hawkins     | 0:48     | Peter Ebdon        |
| Xiao Guodong      | 38:25    | Matthew Selt       |
| Oliver Lines      | 26:59    | Ian Burns          |
| Judd Trump        | 74:22    | Gerard Greene      |

### 2. Runde
Die 2. Runde fand am 13. Februar in der Abendsession statt.
In dieser Runde schieden nicht nur reihenweise die Spieler von den vorderen Rängen der Weltrangliste wie Stuart Bingham und Judd Trump aus, auch die beiden Vorjahresfinalisten Michael White und Xiao Guodong mussten die Segel streichen. Auch für Martin Gould, der am Sonntag zuvor das German Masters gewonnen hatte, war das Turnier hier zu Ende.
| Spieler 1          | Ergebnis | Spieler 2      |
| ------------------ | -------- | -------------- |
| Stuart Bingham     | 0:69     | Rod Lawler     |
| Thepchaiya Un-Nooh | 36:60    | Ian Burns      |
| Luca Brecel        | 46:20    | Xiao Guodong   |
| Zhou Yuelong       | 85:0     | Shaun Murphy   |
| Ali Carter         | 85:0     | Peter Lines    |
| Mark Williams      | 58:32    | David Gilbert  |
| Kyren Wilson       | 38:52    | Ryan Day       |
| Joe Swail          | 39:1     | Anthony McGill |

| Spieler 1        | Ergebnis | Spieler 2         |
| ---------------- | -------- | ----------------- |
| Robin Hull       | 70:6     | Judd Trump        |
| Andrew Higginson | 85:10    | Martin Gould      |
| Peter Ebdon      | 9:43     | David Morris      |
| Joe Perry        | 46:38    | Tom Ford          |
| Jimmy Robertson  | 0:67     | Jack Lisowski     |
| Gary Wilson      | 62:21    | Stuart Carrington |
| Mark Allen       | 56:61    | Robert Milkins    |
| Michael White    | 1:66     | Ben Woollaston    |

### Achtelfinale
Das Achtelfinale wurde am Sonntag, den 14. Februar in der Nachmittagssession ausgetragen.
In dieser Runde setzte sich die Erfahrung durch. Bis auf den 20-jährigen Luca Brecel waren alle Sieger zwischen 36 und 46 Jahren alt. Bemerkenswert war die Partie von Joe Swail gegen Gary Wilson: Der Nordire lochte sechs Sekunden vor Ablauf der Matchzeit Rot zum 16:16-Gleichstand. Er hatte gerade noch Zeit um den Tisch zu rennen und spielte auf gut Glück die pinkfarbene Kugel an, als bereits die letzte Sekunde angesagt worden war. Sie fiel und sicherte Swail den knappsten Sieg des Turniers.
| Spieler 1    | Ergebnis | Spieler 2  |
| ------------ | -------- | ---------- |
| Rod Lawler   | 61:24    | Ali Carter |
| Ian Burns    | 21:49    | Robin Hull |
| Gary Wilson  | 16:22    | Joe Swail  |
| Zhou Yuelong | 36:57    | Ryan Day   |

| Spieler 1      | Ergebnis | Spieler 2        |
| -------------- | -------- | ---------------- |
| Jack Lisowski  | 12:72    | Andrew Higginson |
| Ben Woollaston | 31:47    | Luca Brecel      |
| Robert Milkins | 102:24   | David Morris     |
| Mark Williams  | 42:13    | Joe Perry        |

### Viertelfinale
Vom Viertelfinale bis zur Finalentscheidung wurden alle Partien am Sonntagabend gespielt.
Im Viertelfinale setzen sich vier verschiedene Länder durch: Belgien, Finnland, Nordirland und Wales. Erstmals gab es damit ein Halbfinale ohne englische Beteiligung.
| Spieler 1  | Ergebnis | Spieler 2   |
| ---------- | -------- | ----------- |
| Ryan Day   | 7:78     | Robin Hull  |
| Rod Lawler | 18:27    | Luca Brecel |

| Spieler 1      | Ergebnis | Spieler 2        |
| -------------- | -------- | ---------------- |
| Mark Williams  | 39:20    | Andrew Higginson |
| Robert Milkins | 8:23     | Joe Swail        |

### Halbfinale
Im ersten Halbfinale konnten anfangs weder Swail noch Brecel die Fehler des jeweils anderen zu höheren Breaks nutzen. Schritt für Schritt baute der Belgier eine Führung von 38:15 Punkten auf. Am Ende wurde Swail die Zeit zu knapp und er kam nur noch bis auf vier Punkte heran. Auch bei Mark Williams gelang die Aufholjagd nicht. Ein Foul von ihm verhalf Robin Hull zu einem ersten Break von 34 Punkten. Zweimal verschoss der Waliser einen Ball beim Versuch wieder heranzukommen, zweimal profitierte der Finne und baute seinen Vorsprung entscheidend aus.
| Spieler 1 | Ergebnis | Spieler 2   |
| --------- | -------- | ----------- |
| Joe Swail | 34:38    | Luca Brecel |

| Spieler 1     | Ergebnis | Spieler 2  |
| ------------- | -------- | ---------- |
| Mark Williams | 41:62    | Robin Hull |

### Finale
Nachdem im Vorjahr erstmals mit dem Chinesen Xiao Guodong erstmals ein Nicht-Brite im Shoot-Out-Finale gestanden hatte, fand es diesmal zum ersten Mal ohne britische Beteiligung statt. Robin Hull hatte den besseren Start in das Match und zog auf 43:7 davon. Luca Brecel kam wieder heran, vergab aber in vielversprechender Stellung unter Zeitdruck die rote Kugel, die es ihm ermöglicht hätte, mit der nächsten Farbe das Match zu drehen. Danach konnte Hull das Match in Ruhe zum 50:36-Sieg fertigspielen. Für Hull war es der erste Sieg in seinem ersten Main-Tour-Finale. Für Brecel war es die zweite Niederlage im zweiten Finale, nachdem er nur eine Woche zuvor das Endspiel des German Masters verloren hatte.
| Spieler 1   | Ergebnis | Spieler 2  |
| ----------- | -------- | ---------- |
| Luca Brecel | 36:50    | Robin Hull |

## Century Breaks
- David Gilbert: 127